# Nagyalmás község
Nagyalmás község (románul: Comuna Almașu Mare) község Fehér megyében, Romániában. Központja Nagyalmás, beosztott falvai Bregyét házcsoport, Cseb, Glod, Középalmás, Nádasdia, Tyeja.

## Népessége
A 2011-es népszámlálás adatai alapján a község népessége 1289 fő volt.